# Visor om Slutet
A Visor om Slutet a Finntroll finn folk-metal együttes egyetlen akusztikus lemeze (jelenleg)[mikor?]. A lemez 2003-ban jelent meg a Spinefarm jóvoltából, és ezen szerepelt először Tapio Wilska énekesként. Ez az album a hajdani Finntroll énekes, Katla "búcsúját" jelképezi. A számok szomorúak, érthető okokból.

## Az album dalai
| #   | Cím                      | Jelentése                    | Hossz |
| --- | ------------------------ | ---------------------------- | ----- |
| 1.  | Suohengen sija           | Ahol a Mocsári Szellem él    | 2:59  |
| 2.  | Asfågelns död            | A dögmadár halála            | 3:46  |
| 3.  | Försvinn du som lyser    | Tűnj el, Te, Fénylő          | 2:39  |
| 4.  | Veripuu                  | Vérfa                        | 1:16  |
| 5.  | Under varje rot och sten | Az összes kő és gyökér alatt | 3:18  |
| 6.  | När allt blir is         | Amikor minden jéggé válik    | 2:36  |
| 7.  | Den sista runans dans    | Az utolsó rúna tánca         | 3:45  |
| 8.  | Rov                      | Préda                        | 2:05  |
| 9.  | Madon laulu              | A féreg dala                 | 4:01  |
| 10. | Svart djup               | Fekete mélység               | 3:58  |
| 11. | Avgrunden öppnas         | A föld megnyílik             | 2:20  |

## Tagok
- Henri "Trollhorn" Sorvali – billentyűk
- Teemu "Somnium" Raimoranta – gitár
- Jan "Katla" Jämsen – vokál
- Samu "Beast Dominator" Ruotsalainen – dobok
- Samuli "Skrymer" Ponsimaa – gitár
- Sami "Tundra" Uusitalo – basszusgitár
- Tapio "Wilska" Wilska – vokál